# 吉爾尼基 (拉特涅區)
51°43′51″N 24°28′51″E / 51.73083°N 24.48083°E
吉爾尼基（烏克蘭語：Гірники），是烏克蘭的村落，位於該國西部沃倫州，由科韋利區負責管轄，面積3.04平方公里，海拔高度153米，2001年人口2,068，人口密度每平方公里679.82人。